# Sous les bombes
Sous les bombes é um filme de drama libanês de 2007 dirigido e escrito por Philippe Aractingi. Foi selecionado como representante do Líbano à edição do Oscar 2008, organizada pela Academia de Artes e Ciências Cinematográficas.

## Elenco
- Nada Abou Farhat - Zeina
- Georges Khabbaz - Tony